# Паскаль Мартіно-Лагард
Паскаль Мартіно-Лагард (фр. Pascal Martinot-Lagarde) (нар. 22 вересня 1991) — французький легкоатлет, який спеціалізується у бар'єрному бігу, переможець та призер чемпіонатів світу та Європи, рекордсмен Франції.
На Олімпійських іграх-2016 був четвертим у бігу на 110 метрів з бар'єрами.
На світовій першості-2019 у Досі здобув «бронзу».